# Shitanchang
Shitanchang is een plaats in de stad Huazhou (化州市) in de prefectuur Maoming (茂名) in de provincie Guangdong van de Volksrepubliek China. 
De gevangenis van Maoming is in Shitanchang.